# Indar Jit Rikhye
Indar Jit Rikhye (30 tháng 7 năm 1920 – 21 tháng 5 năm 2007) là một Thiếu tướng Quân đội Ấn Độ. Ông từng phục vụ trong lực lượng gìn giữ hòa bình của Liên hợp quốc dưới thời các Tổng thư ký Dag Hammarskjöld và U Thant trong những năm của thập niên 1960. Ông cũng là Chỉ huy trưởng của Lực lượng Liên hợp quốc tại Trung đông trước khi nổ ra Chiến tranh Sáu ngày.